# Zwei wie wir … und die Eltern wissen von nichts
Zwei wie wir … und die Eltern wissen von nichts ist ein deutscher Spielfilm aus dem Jahre 1966 um ein mit allerlei Hindernissen kämpfendes junges Glück, gespielt von Susanne Beck und Thomas Piper.

## Handlung
Trixi Felten ist eine noch sehr junge Frau, die in einem behüteten und vermögenden, wenngleich strengen Elternhaus groß geworden ist. Eines Tages bricht sie auf, um in Hamburg nach ihrem Freund zu suchen. In St. Pauli trifft sie auf den Tagedieb und Lebenskünstler Hardy, der so ganz anders ist als sie: Ungebunden, frei und in jeder Hinsicht unkonventionell. Sie folgt ihm in seine Dachkammer, er schließt sich ihr an, und ohne dass die beiden es expressis verbis benennen müssten, verlieben sich Trixi und Hardy ineinander.
Aber da ist noch der Freund, und Trixi muss nun ihr Verhältnis zu ihm klären. Schließlich findet sie ihn wieder, und dieser ahnt, dass Trixi sich längst zu dem Neuen hingezogen fühlt. Er lässt Trixi gehen. Erst jetzt können Trixi und Hardy zueinander finden, doch die Erwachsenenwelt hat ganz offensichtlich etwas dagegen und beginnt nun den beiden Schwierigkeiten zu machen. Trixis Eltern sind nicht bereit, den Neuen, den „Gammler“ und „Tagedieb“ als der er gesehen wird, als Schwiegersohn in spe zu akzeptieren.

## Produktionsnotizen
Zwei wie wir … und die Eltern wissen von nichts, die erste und einzige Spielfilmregie eines Dokumentarfilmers, entstand in der zweiten Jahreshälfte 1965 in Hamburg und wurde am 24. November 1966 in Hannover uraufgeführt.

## Kritik
Das Lexikon des Internationalen Films fand, dass der Film zwar „für Verständnis gegenüber der jungen Generation“ werbe, „aber mit seinen Klischees und den papierenen Dialogen in einem verzeichneten Milieu wenig überzeugend“ sei.